# Julius Stieglitz
Julius Oscar Stieglitz (* 26. Mai 1867 in Hoboken, New Jersey; † 10. Januar 1937) war ein US-amerikanischer Chemiker.

## Leben

### Familie
Seine Eltern waren Edward Stieglitz (1833–1909) und Hedwig Ann Werner (1845–1922), beide jüdischen Glaubens. Edward stammte aus Gehaus. Hedwig hatte einen Cousin namens Adolph Werner, der Professor am City College of New York war. Julius hatte einen Zwillingsbruder namens Leopold, der Mediziner wurde, und einen Bruder, den späteren Fotografen Alfred Stieglitz.
Julius ging in New York City in den Kindergarten und lernte in dieser Stadt auch Violoncello spielen. Aus geschäftlichen Gründen wechselte sein Vater Edward dann nach Karlsruhe. Dort besuchte Julius ab 1881 das Realgymnasium und setzte das Musizieren mit dem Instrument intensiv fort. Er studierte Chemie an der Friedrich-Wilhelms-Universität in Berlin und wurde dort bei Ferdinand Tiemann 1889 promoviert.
Am 27. August 1891 heiratete er Anna Stieffel aus Konstanz. Sie hatten drei Nachkommen, die alle in Chicago geboren wurden. Flora Elisabeth wurde am 10. August 1893 geboren, starb aber bereits am folgenden Tag. Hedwig, geboren am 16. April 1895, studierte an der University of Chicago und am Rush Medical College und wurde in Hammond (Indiana) in der Augenheilkunde tätig. Edward, geboren am 6. Juni 1899, studierte am Rush Medical College, wurde dort Assistenzprofessor und ab 1938 medizinischer Berater für das Arbeitsministerium der Vereinigten Staaten. Anna starb 1932.
Am 30. August 1934 heiratete Julius in Chicago Mary M. Rising aus Ainsworth (Nebraska), die außerordentliche Professorin für Chemie an der University of Chicago war. Rising hatte ein Kind mit dem Vornamen Katharine Menardi adoptiert, das nach der Hochzeit ebenfalls Stieglitz hieß. Anna und Mary waren protestantischen Glaubens. Julius hielt sich in religiösen Fragen zurück und favorisierte den in Nathan der Weise thematisierten Toleranzgedanken.

### Wirken
Sein Arbeitsfeld war im Wesentlichen die organische Chemie. Er lieferte Beiträge zu chemischen Indikatoren, zum Zusammenhang zwischen Farbe und chemischer Struktur und zum chemischen Gleichgewicht.
Nach seiner Promotion arbeitete er für kurze Zeit an der Universität Göttingen unter Victor Meyer. Danach wechselte er kurzzeitig zu John Ulric Nef an der Clark University. Zwei Jahre arbeitete er auch an toxikologischen Fragen bei Parke-Davis (heute zu Pfizer gehörend) in Detroit. An der University of Chicago war er ab 1892, dort wurde er 1905 Professor und 1933 emeritiert.
Befunde zur Beckmann-Umlagerung sowie zur Stieglitz-Umlagerung gehörten zu den ersten seiner zahlreichen Veröffentlichungen. Unter seiner Anleitung promovierten 118 Studenten, darunter Otto Folin (1897), Emma P. Carr (1910), Agnes Fay Morgan (1914) und Dorothy Virginia Nightingale (1928).
Im Ersten Weltkrieg zeigte er sich verärgert darüber, „was die Preußen Deutschland angetan haben“ und unterstützte daher die Position der US-Regierung nicht nur ideell, sondern auch durch Forschungsstudien zu Schlafmitteln sowie zu Novocain und Arsphenamin. Mehrmals nahm er an Konferenzen zu Munitionsfragen im Edgewood Arsenal teil.
Neben der Forschung war er auch langjährig für die American Medical Association und den United States Public Health Service tätig. Zudem war er Mitherausgeber des Journal of the American Chemical Society. Er war seit 1911 Mitglied der National Academy of Sciences und 1917 Vizepräsident der American Association for the Advancement of Science sowie Präsident der American Chemical Society. Von 1917 bis 1919 war er Präsident von Sigma Xi.

## Auszeichnungen
- 1909: Ehrendoktor an der Clark University
- 1914: Mitglied der American Academy of Arts and Sciences
- 1916: Ehrendoktor an der University of Pittsburgh
- 1923: Willard Gibbs Medal